# Manuela Royo
Manuela Royo Letelier (Santiago, 27 de diciembre de 1982) es una historiadora, abogada y política chilena. Entre 2021 y 2022 fue miembro de la Convención Constitucional de Chile, en representación del distrito n°23.
Ha sido docente de derecho constitucional en la Universidad Andrés Bello, Universidad Alberto Hurtado, Universidad de La Frontera y Universidad Arturo Prat (sede Victoria). También integra el Movimiento de Defensa por el acceso al Agua, la Tierra y la Protección del Medioambiente (Modatima) con el que ha liderado la presentación denuncias y medidas cautelares por la defensa del derecho al agua en Chile. También ha encabezado causas relacionadas con la ecología, vulneración de derechos humanos y de derechos del pueblo mapuche.

## Estudios y vida pública
Es Licenciada en Historia de la Universidad de Chile y abogada de la Universidad Alberto Hurtado. Además, cuenta con un magíster en derecho procesal y procesal penal de la Universidad de Talca y es candidata a doctora en la misma institución.
En su juventud hizo clases en el preuniversitario Alfonso Chanfreu y en el preuniversitario popular de la población Nuevo Amanecer de La Florida. También fue integrante del Colectivo Alex Lemun, en el barrio Lo Hermida de Santiago, en el que realizó un trabajo territorial y de apoyo a las luchas sociales por la defensa del derecho a la educación.
En 2006 entró a estudiar Derecho en la Universidad Alberto Hurtado y luego de egresar de la universidad en 2012, hizo la práctica en la Defensoría Penal Pública, trabajando allí varios años. Después de eso, se trasladó a la región de La Araucanía a desempeñarse en la Defensoría Penal Mapuche de Cañete y Collipulli y en la Defensoría Penal Pública de Temuco. En 2015 denunció al Estado Chileno ante la Comisión Interamericana de Derechos Humanos (CIDH) por la violencia en contra de niñas y niños mapuche.
Otro hito importante en su carrera fue la defensa jurídica que realizó a Sergio Catrilaf en el caso por el crimen del matrimonio Luchsinger-Mackay, que terminó en su absolución, ha sido cuestionada y criticada por adjudicarse la defensa penal de la Machi Francisca Linconao en este mismo caso. En 2018 fue apartada de la Defensoría Penal por denunciar racismo en la fiscalía.
Ese mismo año ingresó al Instituto Nacional de Derechos Humanos en el que tuvo que tomar la denuncia del adolescente que presenció el homicidio a Camilo Catrillanca, resguardó marchas en el estallido social y denunciando vulneraciones a los DDHH en las manifestaciones. En medio del contexto de protestas, estuvo en contra de la postura del INDH cuando el organismo afirmó que las violaciones a DDHH no eran sistemáticas. 

### Convencional constitucional
En 2020 presentó su candidatura a la Convención Constitucional por un cupo independiente del Partido Igualdad. Después de una campaña apoyada por Modatima, Apruebo Dignidad y organizaciones sociales, logró ser electa en el Distrito 23.
Sus propuestas para la carta magna fueron: conseguir una constitución feminista, ecológica, participativa, plurinacional, pluricultural y garantizar las aguas como un bien público y derecho humano esencial e irrenunciable.
El 27 de julio de 2021 fue elegida coordinadora de la comisión transitoria de Derechos Humanos, Verdad Histórica y Bases para la Justicia, Reparación y Garantías de No Repetición junto con Roberto Celedón Fernández. Tras la aprobación del reglamento de la Convención, en octubre de 2021, se unió a la comisión temática de Sistemas de Justicia, Órganos Autónomos de Control y Reforma Constitucional, instancia en la que ha impulsado diversas iniciativas relativas a la Justicia Feminista, Justicia Ambiental, la creación de una Agencia Nacional del Agua, un Servicio Nacional de Fe Pública, creación de Tribunales Ambientales, Tribunales de Ejecución de la Pena, Sistema Penitenciario, derechos de personas privadas de libertad, entre otras.
El 27 de agosto de 2021 fue una de las fundadoras del grupo «Movimientos Sociales Constituyentes», que busca articular el trabajo de un grupo de convencionales constituyentes provenientes de organizaciones de la sociedad civil e independientes.
En abril de 2022 fue elegida, junto a la también constituyente Carolina Vilches, como Vocera Nacional de Modatima.

### Controversias
De acuerdo a un reportaje emitido el 23 de octubre de 2022 por T13, la ex convencional constituyente Manuela Royo, junto a otros cinco ex convencionales, habrían ejercido otros trabajos paralelos al momento de ser convencionales, violando el capítulo 15 de la constitución que prohibía a los convencionales ejercer otras labores mientras ejercieran el cargo de convencionales constituyentes, para enfocarse únicamente en la redacción del nuevo texto, además se denuncia que la convencional pudo recibir remuneraciones de las labores paralelas que ejerció mientras era convencional, sumado a la propia remuneración como convencional constituyente.

## Historial electoral

### Elecciones de convencionales constituyentes de 2021
- Elecciones de convencionales constituyentes de 2021, para convencional constituyente por el Distrito N° 23 (Padre Las Casas, Temuco, Carahue, Cholchol, Freire, Nueva Imperial, Pitrufquén, Saavedra, Teodoro Schmidt, Cunco, Curarrehue, Gorbea, Loncoche, Pucón, Toltén y Villarrica)

| Candidato                  | Pacto                       | Partido | Votos  | %   | Resultados   |
| -------------------------- | --------------------------- | ------- | ------ | --- | ------------ |
| Luis Mayol Bouchon         | Vamos por Chile             | RN      | 15 451 | 9.5 | Convencional |
| Stephan Schubert Rubio     | Independiente               | Ind.    | 9748   | 6.0 |              |
| Manuela Royo Letelier      | Apruebo Dignidad            | Ind-PI  | 8607   | 5.3 | Convencional |
| Helmuth Martínez Llancapán | La Lista del Pueblo         | Ind.    | 7218   | 4.4 | Convencional |
| Luz Alca Turra             | La Lista del Pueblo         | Ind.    | 7120   | 4.4 |              |
| Pablo Herdener Truan       | Vamos por Chile             | UDI     | 6328   | 3.9 |              |
| Eduardo Castillo Vigouroux | Lista del Apruebo           | PPD     | 5695   | 3.5 | Convencional |
| Lorena Céspedes Fernández  | Independientes No Neutrales | Ind.    | 5546   | 3.4 | Convencional |
| Angélica Tepper Kolossa    | Vamos por Chile             | Ind-RN  | 4888   | 3.0 | Convencional |